# Jakob Levy Moreno
Jacob Levy Moreno (18. května 1889 Bukurešť – 14. května 1974 Beacon, New York) byl rakousko-americký lékař, psychiatr, sociolog a zakladatel psychodramatu, sociometrie a skupinové psychoterapie. Již během svého života byl uznáván jako jeden z předních sociologů.

## Život
Jákob L. Moreno se narodil 18.5. 1889 v Bukurešti. Jeho otec, obchodník Nissim Levy Moreno, byl stejně jako matka z rodu sefardských židů, usazených v Cařihradu v Turecku. Nissim Levy Moreno se ve věku 32 let oženil se čtrnáctiletou Paulinou. Při narození Jákoba Morena jí bylo 15 ½ roku. Do rodiny pak ještě přibyly tři sestry a dva bratři.
Vztahy mezi rodiči byly komplikované od samého počátku. Otec byl většinou zaměstnán obchodováním, nebo na cestách. Děti z něj měly velký respekt. Matka byla naopak vřelá, vtipná, vzdělaná a společensky aktivní.
Moreno vyrůstal ve směsi různých náboženských vlivů, které se odrážejí později v jeho životní filozofii.
Vzhledem ke složité ekonomické situaci, se rodina (v Morenových šesti letech) přestěhovala do Vídně. Když bylo Morenovi čtrnáct, rodina se znovu stěhovala, tentokrát do Berlína, kde ale Jákob zůstal jen krátce. Rozhodl se opustit svou rodinu a vrátit se do Vídně do školy. Jeho rodiče se krátce na to rozešli a otec se odstěhoval zpět do Cařihradu, kde také roku 1925 osamělý zemřel.
Moreno vyrůstal ve Vídni v době velké intelektuální tvořivosti a politických nepokojů. Už jako teenager byl fascinován divadelními improvizacemi (ve smyslu divadla bez pevného děje a textu), které tou dobou ve Vídni mimořádně rozkvétaly. Obdivoval rovněž spontánnost a tvořivost dětí hrajících si v parcích.
Na univerzitě ve Vídni studoval lékařství, matematiku a filozofii. Na studia si přivydělával i jako domácí učitel. Doktorem medicíny se stal v roce 1917. Ještě jako student lékařské fakulty odmítl Freudovy teorie a zajímal se o možnosti využití skupiny v léčebné praxi.
Ve své autobiografii Moreno vzpomíná na setkání se Sigmundem Freudem v roce 1912. Při konfrontaci mu řekl: "Začínám tam, kde jste vy skončil. Vy potkáváte lidi v umělém prostředí své pracovny. Já je potkávám na ulicích a v jejich domovech, v jejich přirozeném prostředí. Vy analyzujete jejich sny. Já jim dodávám odvahu, aby znovu snili. Vy je analyzujete a rozebíráte je na kusy. Já je nechávám hrát jejich konfliktní role a pomáhám jim dát ty kusy zase dohromady."

## Práce
V letech 1918–1925 pracoval Moreno jako lékař textilní továrně v Bad Vöslau. Kromě své práce v továrně dělal rodinného lékaře a rychle získal reputaci zázračného terapeuta. Patřil rovněž k představitelům expresionistických uměleckých kruhů ve Vídni. Přesto, že jeho radikální koncept improvizovaného divadla ("divadlo spontánnosti"), neměl u veřejnosti velký úspěch, byl líhní hereckých talentů, kterým pomáhal sbírat první divadelní zkušeností.
V roce 1925 odjel s podporou mladšího bratra do Spojených států. Jak později napsal ve své autobiografii: "Ze všech míst na světě, jen v New Yorku, tavicím kotli národů, v obrovské metropoli osvobozené od předsudků, jsem se mohl svobodně pustit do sociometrických výzkumů skupin ve velkém stylu, jak jsem si to představoval."
Prvních pět let ve Spojených státech bylo velmi těžkých. Podpory se mu dostalo od dětské psycholožky Beatrice Beecher, která se za něj v roce 1928 dokonce vdala, aby mu pomohla získat povolení k pobytu.

### Psychodrama
Metoda psychodramatu předpokládá, že části svých problémů se můžeme zbavit tak, že konfliktní situace které s námi rezonují zahrajeme jako roli v divadle. To nám umožňuje projít bariérou bloků a zábran, které nám bránily problém zpracovat a komunikovat o něm. Využívá se k tomu divadlo, tanec i pantomima.
Psychodrama, tak jak ho zavedl Jakobem Levy Moreno tvoří spolu s rodinnými rekonstrukcemi a socháním Virginie Satirové a hypnoterapií Miltona Ericksona základ, který dál rozvíjí metoda rodinných konstelací Berta Hellingera.